# الگا، لیلک
الگا (به لاتین: Alga) یک منطقهٔ مسکونی در قرقیزستان است که در شهرستان لیلک واقع شده‌است. الگا ۱٬۰۲۲ نفر جمعیت دارد و ۸۴۱ متر بالاتر از سطح دریا واقع شده‌است.